# 労働懲罰説
労働懲罰説（ろうどうちょうばつせつ）は、旧約聖書からの労働に対する概念。

## 概要
労働というのは懲罰であり、労働をしている間は刑務所に入っているようなものであるという概念である。ユダヤ教やキリスト教においては、この労働懲罰説が根底に流れている。欧米人の労働観とはこの労働懲罰説である。このような労働懲罰説になっているのは、旧約聖書の創世記においてアダムとエバが原罪を犯したために、人間は額に汗を流して働かなければならなくなったためである。
カトリックでは聖書の中で働くとは人間が生まれながらにして持っている罪を償うための罰であると位置付けられている。アダムとエバは神に禁じられていたリンゴを食べたことで、アダムは食べ物は自分で耕して作らなければならないという罰を、エバは妊娠と出産の苦しみという罰が与えられることになったのである。laborには労働と陣痛の2つの意味があるというのはここから来ている。このため労働とは苦しみということにもなる。
日本と西洋の雇用関係においての労働観が大きく異なっているのもここから来ている。西洋では労働とは罰を受けている状態であるため、労働者は罰せられた状態の人ということである。このため西洋の労働者は、定年退職というのは罰から解放されるということであり、喜ばしいものなのである。